# Piero Farabollini
Piero Farabolini (Treia, 1º gennaio 1960) è un geologo italiano.
Dal 4 ottobre 2018 al 14 febbraio 2020 è stato il Commissario Straordinario di Governo alla ricostruzione per le zone del terremoto del 2016 e 2017.

## Biografia
Dopo essere stato referente scientifico per il C.N.R. è divenuto Presidente dell'Ordine dei Geologi delle Marche, ed è anche intervenuto in varie occasioni riguardo al sisma che ha colpito il Centro Italia anche in qualità di Presidente di molti comitati scientifici. Il 4 ottobre 2018 viene annunciata la sua nomina a Commissario straordinario dal Vice Presidente del Consiglio Luigi Di Maio, mantenendo l'incarico fino al 14 febbraio 2020.